# Yngve Wikander
Hjalmar Yngve Wikander, född den 8 mars 1882 i Tierps församling, Uppsala län, död den 1 mars 1968 i Stockholm, var en svensk civilingenjör.
Wikander avlade studentexamen i Östersund 1902 och avgångsexamen vid Kungliga Tekniska Högskolan 1906. Han var ingenjör och senare teknisk direktör hos Ackumulator-Fabriksaktiebolaget Tudor i Stockholm 1914–1948. Han uttog flera patent och verkställde installation av ackumulatorer i alla dåtida svenska undervattensbåtar. Wikander blev riddare av Vasaorden 1933.